# Mark Foley-skandalen

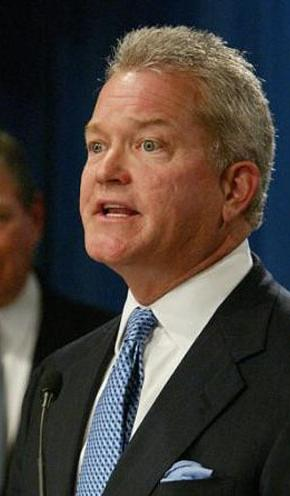
Mark Foley

Mark Foley skandalen, som avslöjades i slutet av september 2006, fokuserar på de sexuella och trakasserande e-postbrev och snabbmeddelanden utsända av politikern Mark Foley, en republikansk kongressman från Florida, till unga pojkar som tidigare har arbetat på United States House of Representatives Page. Foley avgick från kongressen den 29 september, 2006. Hans advokat säger att Foley "aldrig har haft sexuell kontakt med minderåriga".

På grund av valet kom detta mycket olägligt både för det Republikanska partiet Foleys valdistrikt. Nu är denna skandal uppenbarade sig så nära valet har man inte hunnit ändra några valsedlar, så de röster lagda på Foley kom att automatiskt räknas till Joe Negrons röster. 

### Fotnoter
1. ↑  ”Istook Aide may be victim in page scandal”. NewsOk.com. 5 oktober 2006. Arkiverad från originalet den 25 oktober 2006. https://web.archive.org/web/20061025140514/http://www.newsok.com/article/keyword/2951137/. Läst 5 oktober 2006.
2. ↑  ”Pressure Grows for G.O.P. Over Foley Scandal”. New York Times. 3 oktober 2006. http://www.nytimes.com/2006/10/03/us/03foley.html?ex=1317528000&en=facfda09162eea42&ei=5090&partner=rssuserland&emc=rss. Läst 3 oktober 2006.
3. ↑  ”Foley Says He Was Abused by a Clergyman”. ABC News. 3 oktober 2006. Arkiverad från originalet den 26 juni 2009. https://web.archive.org/web/20090626131932/http://www.abcnews.go.com/Politics/wireStory?id=2523829. Läst 3 oktober 2006.
4. ↑  ”Statement by Mark Foley's attorney, David Roth”. ABC TV News. 5 oktober 2006. http://abcnews.go.com/images/WNT/ross_roth_statement_foley.pdf. Läst 5 oktober 2006.
5. ↑  ”Mark Foley Claims Being Molested As Teen”. Washington Post. 4 oktober 2006. Arkiverad från originalet den 4 november 2012. https://web.archive.org/web/20121104155043/http://www.washingtonpost.com/wp-dyn/content/article/2006/10/04/AR2006100400230.html. Läst 5 oktober 2006.
6. ↑  ”Mysterious blog scooped media on Foley messages”. CNN. 3 oktober 2006. http://www.cnn.com/2006/POLITICS/10/04/foley.internet/index.html. Läst 5 oktober 2006.
7. ↑  ”Report: Foley allegedly tried to meet page”. CNN. 2 oktober 2006. http://www.cnn.com/2006/POLITICS/10/02/foley.quits/. Läst 2 oktober 2006.
8. ↑  ”After Foley, New Fears For the GOP: Some Say Party Could Lose House and Senate”. Washington Post. 3 oktober 2006. http://www.washingtonpost.com/wp-dyn/content/article/2006/10/02/AR2006100201463.html.